# 関口明
関口 明（せきぐち あきら、1947年3月23日 - 2021年6月2日）は、日本の日本史学者、前札幌国際大学教授。
北海道滝川市出身。1976年北海道教育大学札幌校卒。1980年北海道大学大学院文学研究科博士課程単位取得退学。静修短期大学講師、同助教授、同教授、札幌国際大学現代社会学部教授。2003年「古代東北の蝦夷と北海道」で北大文学博士。2015年退任。
2021年6月2日、膵臓癌のため死去。

## 研究領域
古代東北・北海道史や蝦夷の歴史を専門とし、天慶の乱 (出羽国)では俘囚が率いていた「異類」を蝦夷とする独自の説を展開する。

## 著書
- 『蝦夷と古代国家』（吉川弘文館、1992年）オンデマンド版　2013　ISBN　9784642042192
- 『東北の蝦夷と北海道』（吉川弘文館、2003年）オンデマンド版　2023　ISBN　9784642723862

### 共著
- 『北海道の歴史』田端宏,桑原真人,船津功共著 山川出版社 県史 2010
- 『アイヌ民族の歴史』田端宏, 桑原真人,瀧澤正共編 山川出版社 2015
- 『北海道の古代・中世がわかる本』越田賢一郎, 坂梨夏代共著 亜璃西社 2015

## 恩師
北海道教育大学在籍中は坂口勉、北海道大学大学院在籍時は佐伯有清に師事した。同門に追塩千尋がいる。